# Generał piechoty

Oznaka stopnia generała piechoty w c. i k. Armii

Generał piechoty – stopień wojskowy, stanowiący część niderlandzkich wzorów na oznaczenie struktury, hierarchii i nazewnictwa stopni generalskich, przyjętych w XVI-XVII wieku przez armie wielu krajów Europy Zachodniej. Charakteryzowały się one rozbudowanymi stanowiskami dowódczymi, zaś okresem szczególnego ich rozwoju była wojna trzydziestoletnia.
Stopień ten funkcjonował w cesarskiej i królewskiej Armii oraz historycznych niemieckich siłach zbrojnych, takich jak Armia Prus, Armia Cesarstwa Niemieckiego czy Wehrmacht pod nazwą General der Infanterie. Jego odpowiednikiem w Wojsku Polskim jest generał broni.
W latach 1651–1656 stopień generała piechoty istniał przejściowo w Wojsku Rzeczypospolitej Obojga Narodów. Został stworzony z powodów politycznych przez króla Jana II Kazimierza, który próbował w ten sposób ograniczyć kompetencje ówczesnych hetmanów, wydzielając spod ich komendy regimenty gwardii i komputowe piechoty zaciągu cudzoziemskiego.